# سفالة

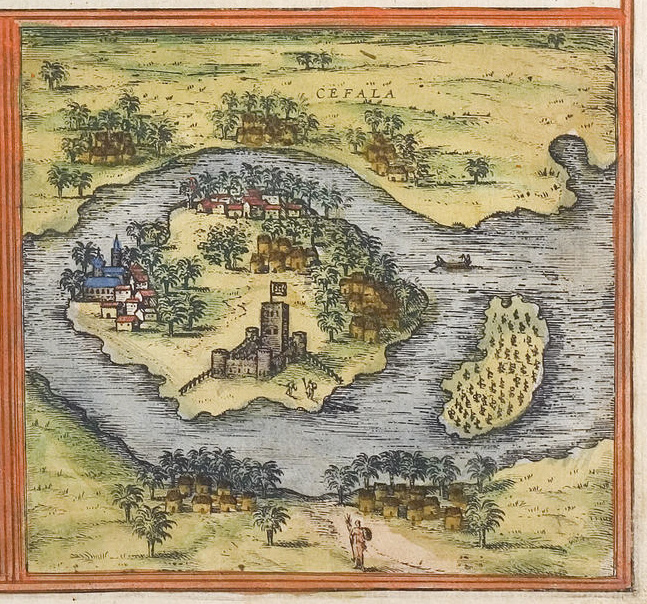
سفالة في عام 1572.

سُفالة هي مدينة قديمة مندثرة، كانت ذات حضارة وثراء ومركز تجاري مزدهر وميناء رئيس على ساحل إفريقيا الجنوب شرقي والمطل على المحيط الهندي. وفي الوقت الحاضر لم يبقَ منها سوى بعض الآثار القليلة التي تدل على وجودها. وموقعها الأثري حالياً يعرف باسم سفالة الجديدة (باللاتينية: Nova Sofala) في موزمبيق.

## التاريخ
سفالة واحدة من أقدم الموانئ في جنوبي إفريقيا في القرون الوسطى. وقد كانت في الماضي ميناء رئيس لمملكة مونوموتابا (موتابا) القديمة التي امتدت بين نهري الزمبيزي وليمبوبو بجنوبي إفريقيا على أرض مايسمى اليوم دولة زيمبابوي وموزمبيق.
قامت مدينة سفالة على حافة مصب عريض شكله نهر بوزي وسميت تلك البقعة في الخرائط القديمة البرتغالية باسم «ريو دي سفالة» وتعني نهر سفالة. ونشأت سفالة في حوالي عام 700، وعرفها العرب منذ عام 915، وكانت واحدة من مراكز التجارة على الساحل الإفريقي، ثم عرفها التجار من بلاد فارس.
كان لـ «نهر بوزي» دور كبير في مواصلات التجارة ونقطة وصل من سفالة إلى السوق الداخلي في إفريقيا بربطها ببلدة «مانيكا»، ومنها إلى حقول الذهب في بلاد زمبابوي الكبرى. وفي القرن العاشر أقام التجار والبحارة الصوماليين من مقديشو مركزاً شهيراً للتجارة في سفالة لتبادل الأقمشة والمنسوجات القطنية بالذهب والعاج. وفي بداية عام 1180 والسنوات التي تلت ذلك، سيطر السلطان سليمان الحسن سلطان كلوة على سفالة وضمها إلى سلطنة كلوة (تقع حالياً في تنزانيا) مما جعلها تتأثر وتندمج في الثقافة السواحيلية، وعزز السواحيليون نفوذ التجارة باستغلال نهر بوزي ممراً وطريقاً للمواصلات التجارية بالمراكب النهرية لجلب الذهب من المناطق الداخلية في إفريقيا إلى الساحل ، وأصبحت سفالة موقعاً رئيس لتواجد الذهب وتجارته في إفريقيا مما جعل المؤرخ البرتغالي «ثومى لوبيز» (بالبرتغالية: Thomé Lopes‏) والذي رافق المستكشف البرتغالي فاسكو دا غاما في رحلته للهند عام 1586 أن يصف سفالة بأنها أشبه بمملكة سبأ وأرض الذهب  وهي نفس الفكرة التي ذكرها الشاعر الإنجليزي «ملتون» Milton في القرن السابع عشر في واحدة من أعماله الأدبية «الفردوس المفقود».
يعتقد أن اسم سفالة أشتق من اللغة العربية وتعني الأرض السفلى، أي أسفل الساحل الإفريقي الشرقي. لقد أدت تجارة الذهب في سفالة إلى ثراء سلطنة كلوة وغنى سلاطينها ودفعتهم لتمويل وتوسيع الإمبراطورية التجارية السواحيلية على طول الساحل الإفريقي الشرقي، ويذكر التاريخ أنهم رغم الثراء الواسع لم يفرضوا الهيمنة على هذا المركز التجاري بل كانت التجارة والتجار وأهل سفالة يمارسون أعمالهم بكل حرية واستقلالية، فكانت شرايين التجارة تمتد من «مملكة موتابا» حتى مدغشقر عبر مضيق موزمبيق، لذا فإن سلطان كلوة يملك فقط السلطة القضائية على السكان السواحيليين، أما والي سفالة التابع للسلطنة فلم يكن سوى ما يشبه القنصل منه إلى الحاكم. وقد احتفظت المدينة بحكمها الذاتي مما أدى إلى حريتها وازدهارها.

## وصول البرتغاليين
أول من وصل إلى سفالة من الغربيين ذلك المستكشف والجاسوس البرتغالي «بيرو دا كوفيلها» (بالبرتغالية: Pêro da Covilhã‏) في عام 1485، وسافر برا متنكراً بوصفة تاجر عربي، وكتب تقريره السري إلى لشبونة في وصف سفالة بقوله (... إنها متجر ذهبي...). وفي عام 1501 استُكشفت سفالة من البحر وحدد موقعها بواسطة القائد «سانشو دي توفار» (بالبرتغالية: Sancho de Tovar‏)، وفي عام 1502 وصلها «بيدرو أفونسو دي أغويار» (بالبرتغالية: Pedro Afonso de Aguiar‏) (وهناك رواية أخرى تقول بأنه فاسكو دا غاما بنفسه) وقاد السفن البرتغالية الأولى لترسوا في ميناء سفالة 
بحث القائد البرتغالي الذي وصل أولاً (سواء كان بيدرو أو فاسكو دي غاما) عن حاكم سفالة «الشيخ يوسف» والذي كان على خلاف مع سلطان كلوة بسبب أن الوزير «الأمير إبراهيم» قام بخلع وقتل سلطان كلوة الشرعي «الفضيل» ثم تولى الحكم مما جعل حاكم سفالة «يوسف» يرفض الاعتراف به، ثم بحث عن وسيلة لنفض سيادة كلوة على سفالة، ورسم طريق لجعلها مستقلة، وعندها التفت يميناً ويساراً ولم يجد سوى البرتغاليين وما يملكون من قوة بحرية، فقرر التحالف معهم لأنه يرى أن من الأفضل أن يبني صداقات معهم بدلاً من العداء، لهذا عقد معاهدة تحالف وتجارة مع مملكة البرتغال. وفي عام 1505 مٌنح البرتغالي «بيرو دي أنايا» (بالبرتغالية: Pêro de Anaia‏) والموفد من قبل الملك «مانويل» ملك البرتغال إذناً من «الشيخ يوسف» لإقامة مركز تجارة دائم وحصن بالقرب من مدينة سفالة أسموه «حصن القديس كاتانو» (بالبرتغالية: São Caetano‏). وفي بداية شهر سبتمبر عام 1505 رست سفن «بيرو أنايا» (والتي هي جزء من الأسطول السابع البرتغالي) على ساحل سفالة، وشرعوا في بناء مركز تجارة وحصن ، وعندما اكتمل هذا البناء أعتبرت سفالة أول مستعمرة برتغالية على أرض موزمبيق والثانية في شرق إفريقيا بعد كلوة. لقد بنى «أنايا» الحصن من حجارة استوردت من أوروبا ثم استخدمت حجارة هذا الحصن لاحقاً في بناء كاتدرائية «بييرا» Beira عاصمة إقليم سفالة الحالية في موزمبيق.
لم يدم حصن البرتغاليين مدة طويلة، فقد قضت الحمى على معظم رجال الحامية والتي يعتقد أنها الملاريا. وفي نهاية عام 1507 قام القائد البرتغالي الجديد لسفالة «فاسكو غوميز دي أبريو» (بالبرتغالية: Vasco Gomez de Abreu‏) باحتلال لجزيرة موزمبيق القريبة من سفالة، ثم نقل بالتدريج معظم حامية سفالة وعسكرها وطاقمها إلى هذه الجزيرة مما أدى إلى خفض كبير في قوة حصن سفالة.

## التأثيرات الأخرى

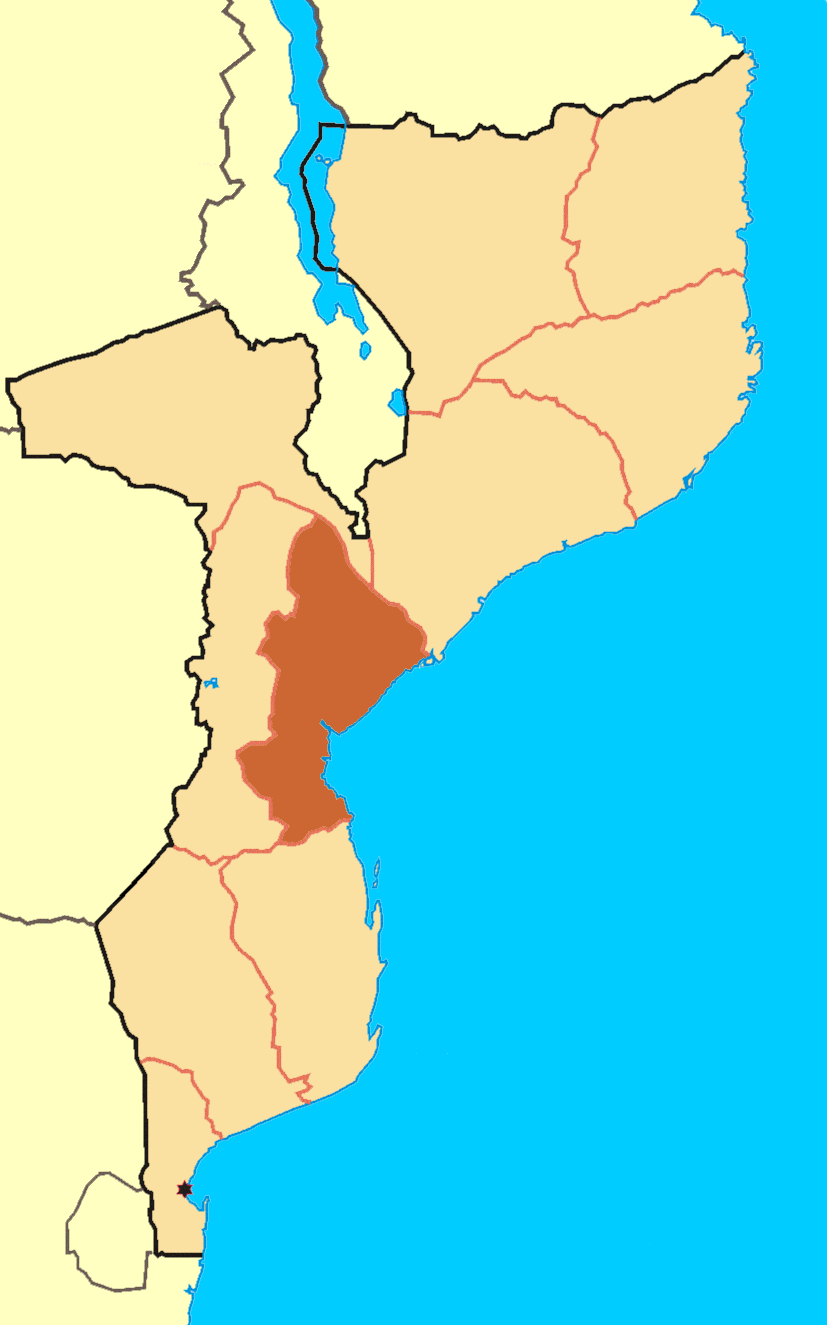
إقليم سفالة في موزمبيق.

بالرغم من أن تجارة الذهب قد جلبت الثراء للتجار وازدهار التجارة إلا أن أهل سفالة كانوا يقولون لولا الذهب لتجنبت سفالة السواحيليين والبرتغاليين. والمشكلة الأخرى أن المدخل لحوض مصب سفالة ظهرت به عوائق لا تسمح بسير المراكب نتيجة لوجود رأس من الرمال ممتداً وداخلاً في تلك المياه (مصرف رملي) مما أدى إلى التأثير بصورة مباشرة على الملاحة ولاتستطيع المراكب الإبحار فيه إلا في حالة المد العالي فقط حيث تغمر المياه هذا الرأس الرملي وغيره من تلك الامتدادات الرملية المتحركة التي تشكل وتكون أحواضاً من المياه تعوق الملاحة وتنمو فيها نباتات المانجروف، ولهذا أصبحت سفالة عبارة عن مستنقعات من المياه الراكدة يتكاثر فيها بعوض الملاريا بشكل كبير، ولهذا السبب عانى البرتغاليون في سفالة من هذا الأمر مما جعلهم يستولون على جزيرة موزمبيق والإقامة هناك وبناء ميناءهم البديل للتجارة وبيع العبيد، وبالإضافة إلى هذه المصيبة التي حلت بالبرتغاليين قابلتهم المشكلة الثانية ألا وهي استنزاف حقول الذهب القديمة حيث لم يتوقعوا ذلك عند وصولهم بل كانوا يحلمون ببناء ميناء الذهب وكانت الصدمة التي خيبت آمالهم وأضاعت فرصة تحقيق الثروات الطائلة من التجارة فيه. لقد انتقل إنتاج الذهب إلى الشمال، وقامت بلدات لسوق هذا المعدن الثمين على الساحل مثل بلدتي كويليماني وأنجوشة.

## مدينة جديدة
إن الرمال المتحركة وحدود مصب «نهر بوزي» جعلت البحر يجرف معظم سفالة القديمة. هناك القليل من الآثار في سفالة الجديدة باقية وشاهدة على حضارة إندثرت. لقد كانت سفالة في فترة أوج ازدهارها عبارة عن بلدتين واحدة قريبة من الماء على مسطح رملي، والأخرى مرتفعة على أرض جيدة. وحيث أن سفالة القديمة غرقت في مياه المحيط، لهذا قامت بلدة جديدة في شمالها في عام 1890 سميت «بييرا» مالبثت أن أصبحت مدينة حديثة في عام 1907 وعاصمة لإقليم سفالة أحد أقاليم موزمبيق الذي تبلغ مساحته 68,018 كيلومتر مربع، ويصل عدد سكانه إلى 1,676,131 نسمة حسب إحصاء عام 2006. وتعتبر مدينة «بييرا» مدينة كبرى ترتيبها الثانية في جمهورية موزمبيق، وتبعد عن مدينة سفالة الأثرية شمالاً بنحو 35 كيلومتراً.